# Milan (Michigan)
Milan é uma cidade localizada no estado americano de Michigan, no Condado de Monroe e Condado de Washtenaw.

## Demografia
Segundo o censo americano de 2000, a sua população era de 4775 habitantes.
Em 2006, foi estimada uma população de 5579, um aumento de 804 (16.8%).

## Geografia
De acordo com o United States Census Bureau tem uma área de
6,0 km², dos quais 5,8 km² cobertos por terra e 0,2 km² cobertos por água. Milan localiza-se a aproximadamente 204 m acima do nível do mar.

## Localidades na vizinhança
O diagrama seguinte representa as localidades num raio de 20 km ao redor de Milan.